# Shake It Up: Live 2 Dance
Shake It Up: Live 2 Dance er nummer to album fra serien Shake It Up. Albummet blev lanceret  20. marts 2012, og indtil videre er der blevet udgivet to singler kaldet: Ttylxox af Bella Thorne og Something to Dance For af Zendaya. I Amerika er en single nummer tre blevet udgivet som hedder: Up, Up and Away sunget af pigegruppen Blush. 

## Trackliste
| 1.  | "Whodunit" (Adam Hicks & Coco Jones)                                | Lambert Waldrip, Justin Mobley, Anya Vasilenko                        | Lambert "Stereo" Waldrip                           | 2:19 |
| 2.  | "TTYLXOX" (Bella Thorne)                                            | Jeannie Lurie, Aris Archontis, Chen Neeman                            | Lurie, Archontis, Neeman, Braxton Langston-Chapman | 2:33 |
| 3.  | "Something to Dance For" (Zendaya)                                  | Lurie, Archontis, Neeman                                              | Lurie, Archontis, Neeman                           | 2:42 |
| 4.  | "Up, Up and Away" (Blush)                                           | Niclas Molinder, Joacim Persson, Johan Alkenas, Jacqueline M. Cumming | Twin, Alke                                         | 3:01 |
| 5.  | "Show Ya How" (Kenton Duty & Adam Irigoyen)                         | Ben Charles, Max Schneider                                            | Charles                                            | 2:21 |
| 6.  | "Make Your Mark" (Drew Ryan Scott)                                  | Molinder, Persson, Alkenas, Drew Ryan Scott                           | Twin, Alke                                         | 3:38 |
| 7.  | "Don't Push Me" (Coco Jones)                                        | Charles                                                               | Charles                                            | 2:40 |
| 8.  | "Turn It On" (Amber Lily)                                           | Charles, Tony Ghantous                                                | Charles, Ghantous                                  | 2:37 |
| 9.  | "Moves Like Magic" (Adam Trent)                                     | Lurie, Archontis, Neeman                                              | Lurie, Archontis, Neeman                           | 2:49 |
| 10. | "Critical" (TKO & Nevermind)                                        | Tim James, Antonia Armato, Adam Schmalholz, Devrim Karaoglu           | Armato James                                       | 3:03 |
| 11. | "Bring The Fire" (Ylwa)                                             | Molinder, Persson, Jonas Thander, Scott                               | Twin                                               | 3:04 |
| 12. | "Where's The Party" (Janilee Reyes)                                 | Mitch Allan, Kevin Kadish, Eva Simons                                 | Allan, Kadish                                      | 2:57 |
| 13. | "Surprise" (TKO, Nevermind & SOS)                                   | James, Armato, Schmalholz, Jon Vella, Thomas Armato Sturgess          | Armato James                                       | 2:59 |
| 14. | "Something to Dance For/TTYLXOX (Mash-Up)" (Bella Thorne & Zendaya) | Lurie, Archontis, Neeman                                              | Lurie, Archontis, Neeman                           | 2:45 |

| 15. | "Edge of the Mirror" (Emme Rose)      | Charles, Aaron Harmon, Jim Wes           | Charles | 2:48 |
| 16. | "Total Access" (TKO, Nevermind & SOS) | Armato, James, Vella, Sturges, Nevermind | Twins   | 3:02 |

| 17. | "The Star I R" (Caroline Sunshine)   | James, Armato, Karaoglu, Schmalholz | Armato James             | 3:31 |
| 18. | "Overtime" (Robyn Newmann)           | Matthew Tishler, Andrew Ang         | Tishler                  | 3:27 |
| 19. | "A Space In The Stars" (Drew Seeley) | Lurie, Archontis, Neeman            | Lurie, Archontis, Neeman | 2:55 |

Al tekst og produktion er taget fra Shake It Up: Live 2 Dance albummet.